# 謝麗爾·林恩 (專輯)
謝麗爾·林恩（英語：Cheryl Lynn）是美國女歌手謝麗爾·林恩以她自己的藝名發行的首張錄音室專輯。1978年10月13日由哥倫比亞唱片發行。
該專輯中同時收錄了她的出道首張單曲及代表歌曲"Got to Be Real"，曾經入圍流行音樂專輯排行榜和獲得最高排名記錄。後來在同年12月15日獲得鉑金三倍認證。
| 評論得分 | 評論得分 |
| 來源     | 評分     |
| -------- | -------- |
| Allmusic | [ 1 ]    |

## 收錄歌曲
1. "Got to Be Real（英语：Got to Be Real）" - 5:07（謝麗爾·林恩、大衛·佩屈（英语：David Paich）、大衛·福斯特）
2. "All My Lovin'" - 4:49（林恩）
3. "Star Love" - 7:23（約翰·福特曼、茱蒂·韋德）
4. "Come in from the Rain" - 3:35（卡羅爾·塞格（英语：Carole Bayer Sager）、梅麗莎·曼徹斯特（英语：Melissa Manchester））
5. "You Saved My Day" – 4:21（查爾斯·梅）
6. "Give My Love to You" – 3:33（小雷派克（英语：Ray Parker Jr.）、林恩）
7. "Nothing You Say" – 3:58（林恩）
8. "You're the One" – 4:09（林恩、福特曼）
9. "Daybreak (Storybook Children)" – 3:44（大衛·帕瑪倫茲（英语：David Pomeranz）、斯賓塞·普洛佛（英语：Spencer Proffer））

## 演奏人員
- 謝麗爾·林恩：主唱
- 大衛·佩屈（英语：David Paich）、馬提·佩屈（英语：Marty Paich）、理查·三通（英语：Richard Tee）：琴手
- 小雷派克（英语：Ray Parker Jr.）、大衛·T·沃克（英语：David T. Walker）、史蒂夫·路卡瑟（英语：Steve Lukather）：吉他
- 大衛·席爾（英语：David Shields）、庫克·瑞尼（英语：Chuck Rainey）：貝斯
- 詹姆斯·蓋德森（英语：James Gadson）、伯納德·珀迪（英语：Bernard Purdie）：鼓手
- 寶比·哈爾（英语：Bobbye Hall）、哈維·梅森（英语：Harvey Mason）、喬·坡卡洛（英语：Joe Porcaro）：敲擊
- 席德·夏普：樂團首席
- 盧·麥克雷利：長號、小號
- 迪克·海德（英语：Dick Hyde (musician)）、迪克·納許：長號
- 鮑比·芬利、鮑比·蕭、庫克·芬利（英语：Chuck Findley）、道爾吞·史密斯、葛瑞·格蘭特、Steve Madaio：小號
- 厄爾尼·沃茨（英语：Ernie Watts）、傑納·西普里亞諾、彼得·克里斯特利（英语：Pete Christlieb）、羅尼·朗格 、泰德·納什：木管樂器
- D·J·羅傑斯（英语：D. J. Rogers）：（第7首）主唱

## 排名
| 排行榜                     | 最高排名 |
| -------------------------- | -------- |
| 美國Billboard 200          | 3        |
| 美國Billboard Top Soul LPs | 5        |

### 單曲
| 1978 | "Got to Be Real" | 3  | 1 | 1 |
| 1979 | "Star Love"      | 20 | 9 | — |

## 資料來源
1. ↑  http://www.allmusic.com/album/r1705620/review
2. ↑  . allmusic.com.   [2011-06-24] （英语）.

## 外部連結
- Cheryl Lynn-Cheryl Lynn at Discogs（页面存档备份，存于） （英文）